# Impuratus
Impuratus es una película estadounidense de terror y misterio de 2022, dirigida y escrita por Mike Yurinko, musicalizada por Pat Wilson, en la fotografía estuvo Mark David y los protagonistas son Tom Sizemore, Lew Temple, Robert Miano y Airen DeLaMater, entre otros. Este largometraje fue producido por ThunderSmoke Media y Screengage; se estrenó el 26 de agosto de 2022.

## Sinopsis
Clayton Douglas, un investigador de la policía, es citado en un nosocomio remoto para asistir a la escandalosa declaración en el lecho de muerte de un extraño veterano de la Guerra Civil, esto lo fuerza a aceptar lo sobrenatural.